# Guus Dijkhuizen

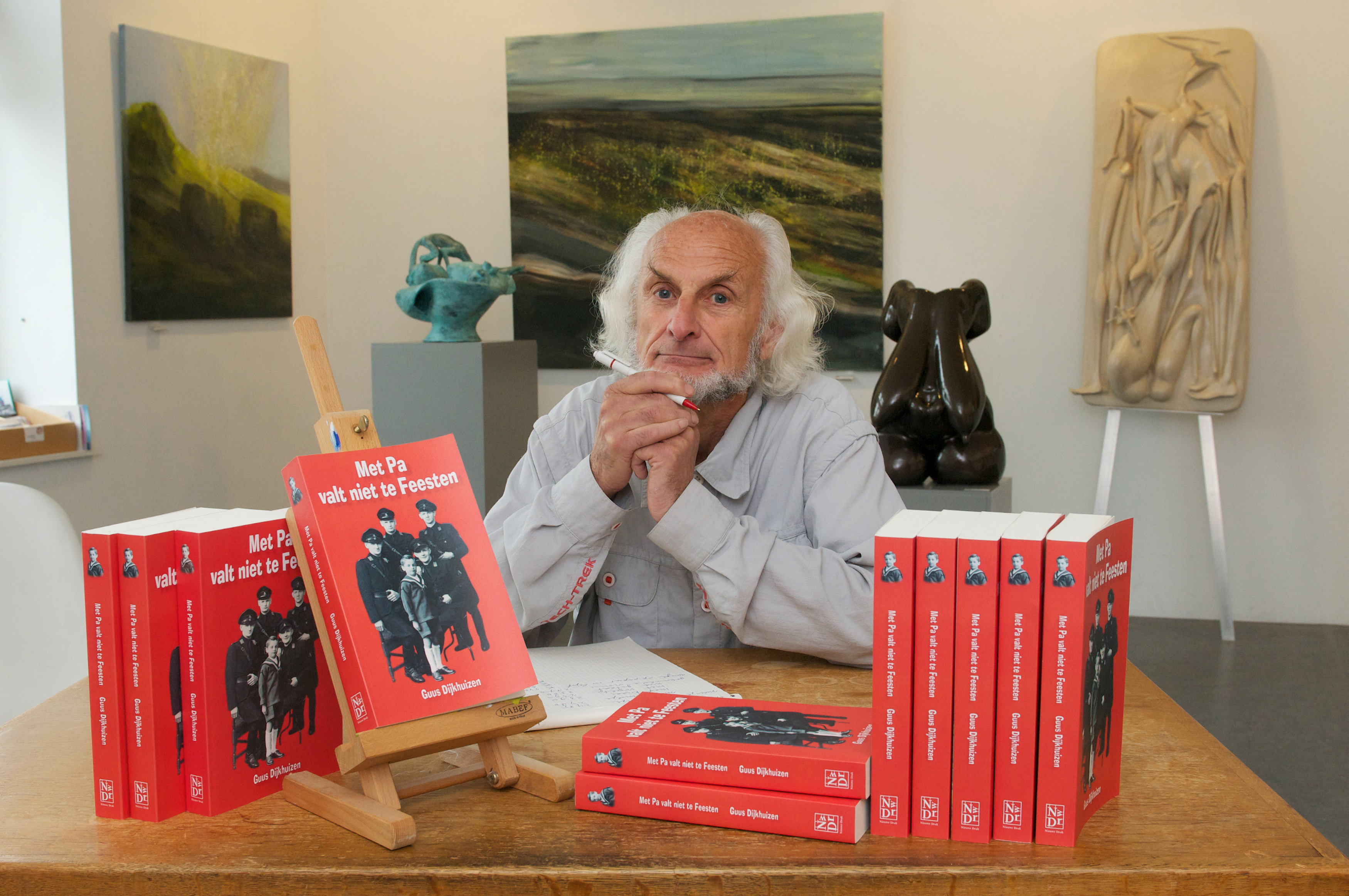
Guus Dijkhuizen met zijn boek Met Pa valt niet te feesten

Guus Dijkhuizen (Amsterdam, 11 januari 1937 – Velp, 20 oktober 2013) was een Nederlands schrijver, publicist en galeriehouder.
Dijkhuizen groeide op in pleeggezinnen en tehuizen. Hij werd in de Tweede Wereldoorlog gedeporteerd met een groep kinderen en aan zijn lot overgelaten.
In 1964 richtte hij het blad Gandalf op, een vrijzinnig blad met literaire bijdragen, humor en ontluikende erotiek. Dijkhuizen werkte ook voor de tijdschriften Avenue, Chick en De Gids.
Hij richtte in 1984 in Velp het Kunsthuis 13 op, een ruimte voor beeldende kunst, muzikale en literaire evenementen en theater. Dijkhuizen kreeg bij zijn vertrek in 2001 als directeur een koninklijke onderscheiding.
Nadien beheerde hij een galerie voor hedendaagse beeldende kunst in Velp, 'Klas Vijf'. Kunsthuis 13 werd later omgedoopt in 'Kastanjelaan13'.
In 2012 verscheen zijn boek Met Pa valt niet te feesten. In september 2013 verscheen zijn laatste werk 'Narigheid in Ribfluweel'. Het eerste exemplaar werd door Dijkhuizen vanaf zijn ziekbed uitgereikt uit aan de schrijver Thomas Verbogt.
Hij overleed thuis.

## Publicaties (selectie)
- De aap met rooie billen (1967)
- Met innige groetjes van Hormoontje (1968)
- De bijbel van Guus en Hans (1977)
- Wacht even met snurken (1980)
- Tegen kweek en onrecht - opstandige verslagen (1980)
- Een bewijs van wild plezier (1981)
- Een bagatel
- Met innige groetjes van Onze Lieve Heer
- Jantje is weg (2003)
- Dag van zure appels (2009)
- Met Pa valt niet te feesten (2012)
- Narigheid in Ribfluweel (2013)